# Emeka Ezeugo
Emeka Ezeugo (Aba, 16 dicembre 1965) è un ex calciatore nigeriano, di ruolo centrocampista.